# Yahia Attiyat Allah
Yahia Attiyat Allah El-Idrissi (in arabo يحيى عطية الله‎?; Safi, 2 marzo 1995) è un calciatore marocchino, difensore del Al-Ahly, in prestito dal Soči e della nazionale marocchina.

## Carriera

### Nazionale
Nel novembre del 2022, viene convocato dal CT Walid Regragui con la nazionale maggiore marocchina, in vista dei Mondiali di calcio in Qatar. Qui, gioca sei incontri, di cui due da titolare, con il Marocco capace di concludere il torneo al quarto posto. In seguito al risultato storico ottenuto, nel dicembre successivo Attiyat Allah e il resto della rosa marocchina sono stati insigniti dell'Ordine del Trono durante un ricevimento al Palazzo Reale di Rabat.

## Statistiche

### Presenze e reti nei club
Statistiche aggiornate al 26 giugno 2025.
| Stagione                | Squadra                 | Campionato              | Campionato | Campionato | Coppe nazionali | Coppe nazionali | Coppe nazionali | Coppe continentali | Coppe continentali | Coppe continentali | Altre coppe  | Altre coppe | Altre coppe | Totale | Totale |
| Stagione                | Squadra                 | Comp                    | Pres       | Reti       | Comp            | Pres            | Reti            | Comp               | Pres               | Reti               | Comp         | Pres        | Reti        | Pres   | Reti   |
| ----------------------- | ----------------------- | ----------------------- | ---------- | ---------- | --------------- | --------------- | --------------- | ------------------ | ------------------ | ------------------ | ------------ | ----------- | ----------- | ------ | ------ |
| 2018-2019               | Olympique Safi          | B1                      | 28         | 4          | CM              | 0               | 0               | -                  | -                  | -                  | -            | -           | -           | 28     | 4      |
| 2019-gen. 2020          | Volo                    | SL                      | 8          | 1          | CG              | 2               | 0               | -                  | -                  | -                  | -            | -           | -           | 10     | 1      |
| gen.-giu. 2020          | Wydad Casablanca        | B1                      | 14         | 0          | CM              | 0               | 0               | CCL                | 3                  | 0                  | -            | -           | -           | 17     | 0      |
| 2020-2021               | Wydad Casablanca        | B1                      | 25         | 2          | CM              | 4               | 0               | CCL                | 11                 | 0                  | -            | -           | -           | 40     | 2      |
| 2021-2022               | Wydad Casablanca        | B1                      | 24         | 1          | CM              | 3               | 1               | CCL                | 13                 | 0                  | -            | -           | -           | 40     | 2      |
| 2022-2023               | Wydad Casablanca        | B1                      | 27         | 2          | CM              | 3               | 0               | CCL                | 14                 | 1                  | SA+Cmc       | 1+1         | 0           | 46     | 3      |
| 2023-feb. 2024          | Wydad Casablanca        | B1                      | 11         | 2          | CM              | 0               | 0               | AFL+CCL            | 6+6                | 1+1                | -            | -           | -           | 23     | 4      |
| Totale Wydad Casablanca | Totale Wydad Casablanca | Totale Wydad Casablanca | 101        | 7          |                 | 10              | 1               |                    | 53                 | 3                  |              | 2           | 0           | 166    | 11     |
| feb.-giu. 2024          | Soči                    | PL                      | 10         | 1          | KR              | 1               | 0               | -                  | -                  | -                  | -            | -           | -           | 11     | 1      |
| 2024-2025               | Al-Ahly                 | PL                      | 7+1        | 1+0        | CE+CdL          | 0+0             | 0               | CCL                | 8                  | 0                  | SE+SA+CI+Cmc | 2+1+2+1     | 0           | 22     | 1      |
| Totale carriera         | Totale carriera         | Totale carriera         | 155        | 14         |                 | 13              | 1               |                    | 61                 | 3                  |              | 8           | 0           | 237    | 18     |

### Cronologia presenze e reti in nazionale
| Cronologia completa delle presenze e delle reti in nazionale ― Marocco | Cronologia completa delle presenze e delle reti in nazionale ― Marocco | Cronologia completa delle presenze e delle reti in nazionale ― Marocco | Cronologia completa delle presenze e delle reti in nazionale ― Marocco | Cronologia completa delle presenze e delle reti in nazionale ― Marocco | Cronologia completa delle presenze e delle reti in nazionale ― Marocco | Cronologia completa delle presenze e delle reti in nazionale ― Marocco | Cronologia completa delle presenze e delle reti in nazionale ― Marocco |
| Data                                                                   | Città                                                                  | In casa                                                                | Risultato                                                              | Ospiti                                                                 | Competizione                                                           | Reti                                                                   | Note                                                                   |
| ---------------------------------------------------------------------- | ---------------------------------------------------------------------- | ---------------------------------------------------------------------- | ---------------------------------------------------------------------- | ---------------------------------------------------------------------- | ---------------------------------------------------------------------- | ---------------------------------------------------------------------- | ---------------------------------------------------------------------- |
| 29-3-2022                                                              | Casablanca                                                             | Marocco                                                                | 4 – 1                                                                  | RD del Congo                                                           | Qual. Mondiali 2022                                                    | -                                                                      | 81’                                                                    |
| 9-6-2022                                                               | Marrakech                                                              | Marocco                                                                | 2 – 1                                                                  | Sudafrica                                                              | Qual. Coppa d'Africa 2023                                              | -                                                                      | 68’                                                                    |
| 13-6-2022                                                              | Casablanca                                                             | Liberia                                                                | 0 – 2                                                                  | Marocco                                                                | Qual. Coppa d'Africa 2023                                              | -                                                                      |                                                                        |
| 17-11-2022                                                             | Sharja                                                                 | Marocco                                                                | 3 – 0                                                                  | Georgia                                                                | Amichevole                                                             | -                                                                      |                                                                        |
| 23-11-2022                                                             | Al Khawr                                                               | Marocco                                                                | 0 – 0                                                                  | Croazia                                                                | Mondiali 2022 - 1º turno                                               | -                                                                      | 81’                                                                    |
| 27-11-2022                                                             | Doha                                                                   | Belgio                                                                 | 0 – 2                                                                  | Marocco                                                                | Mondiali 2022 - 1º turno                                               | -                                                                      | 68’                                                                    |
| 6-12-2022                                                              | Al Rayyan                                                              | Marocco                                                                | 0 – 0 dts (3 – 0 dtr)                                                  | Spagna                                                                 | Mondiali 2022 - Ottavi di finale                                       | -                                                                      | 82’                                                                    |
| 10-12-2022                                                             | Doha                                                                   | Marocco                                                                | 1 – 0                                                                  | Portogallo                                                             | Mondiali 2022 - Quarti di finale                                       | -                                                                      |                                                                        |
| 14-12-2022                                                             | Al Khor                                                                | Francia                                                                | 2 – 0                                                                  | Marocco                                                                | Mondiali 2022 - Semifinale                                             | -                                                                      | 46’                                                                    |
| 17-12-2022                                                             | Al Rayyan                                                              | Croazia                                                                | 2 – 1                                                                  | Marocco                                                                | Mondiali 2022 - Finale 3º posto                                        | -                                                                      |                                                                        |
| 25-3-2023                                                              | Tangeri                                                                | Marocco                                                                | 2 – 1                                                                  | Brasile                                                                | Amichevole                                                             | -                                                                      | 53’                                                                    |
| 28-3-2023                                                              | Madrid                                                                 | Marocco                                                                | 0 – 0                                                                  | Perù                                                                   | Amichevole                                                             | -                                                                      |                                                                        |
| 12-9-2023                                                              | Lens                                                                   | Marocco                                                                | 1 – 0                                                                  | Burkina Faso                                                           | Amichevole                                                             | -                                                                      | 81’                                                                    |
| 14-10-2023                                                             | Abidjan                                                                | Costa d'Avorio                                                         | 1 – 1                                                                  | Marocco                                                                | Amichevole                                                             | -                                                                      |                                                                        |
| 17-10-2023                                                             | Agadir                                                                 | Marocco                                                                | 3 – 0                                                                  | Liberia                                                                | Qual. Coppa d'Africa 2023                                              | -                                                                      |                                                                        |
| 11-1-2024                                                              | San-Pédro                                                              | Marocco                                                                | 3 – 1                                                                  | Sierra Leone                                                           | Amichevole                                                             | -                                                                      | 46’                                                                    |
| 24-1-2024                                                              | San-Pédro                                                              | Zambia                                                                 | 0 – 1                                                                  | Marocco                                                                | Coppa d'Africa 2023 - 1º turno                                         | -                                                                      |                                                                        |
| 30-1-2024                                                              | San-Pédro                                                              | Marocco                                                                | 0 – 2                                                                  | Sudafrica                                                              | Coppa d'Africa 2023 - Ottavi di finale                                 | -                                                                      | 76’                                                                    |
| 22-3-2024                                                              | Agadir                                                                 | Marocco                                                                | 1 – 0                                                                  | Angola                                                                 | Amichevole                                                             | -                                                                      |                                                                        |
| 26-3-2024                                                              | Agadir                                                                 | Marocco                                                                | 0 – 0                                                                  | Mauritania                                                             | Amichevole                                                             | -                                                                      |                                                                        |
| 7-6-2024                                                               | Agadir                                                                 | Marocco                                                                | 2 – 1                                                                  | Zambia                                                                 | Qual. Mondiali 2026                                                    | -                                                                      |                                                                        |
| 11-6-2024                                                              | Agadir                                                                 | Marocco                                                                | 6 – 0                                                                  | Rep. del Congo                                                         | Qual. Mondiali 2026                                                    | -                                                                      |                                                                        |
| Totale                                                                 |                                                                        | Presenze                                                               | 22                                                                     |                                                                        | Reti                                                                   | 0                                                                      |                                                                        |

## Palmarès

### Club

#### Competizioni nazionali
- Campionato marocchino: 2

Wydad Casablanca: 2020-2021, 2021-2022
- Supercoppa d'Egitto: 1

Al-Ahly: 2024
- Campionato egiziano: 1

Al-Ahly: 2024-2025

#### Competizioni internazionali
- CAF Champions League: 1

Wydad Casablanca: 2021-2022
- Coppa Intercontinentale FIFA - Coppa Africa-Asia-Pacifico: 1

Al-Ahy: 2024